# Катастрофа Ту-104 в Пушкине
Катастрофа Ту-104 в Пушкине — крупная авиационная катастрофа, произошедшая 7 февраля 1981 года. Авиалайнер Ту-104А, принадлежавший отряду управления 25-й МРАД ВВС КТОФ СССР, выполнял пассажирский рейс по маршруту Пушкин—Владивосток, но через несколько секунд после взлёта рухнул на землю и полностью разрушился. Погибли все находившиеся на его борту 50 человек — 44 пассажира и 6 членов экипажа.
Среди пассажиров на борту самолёта находились 13 адмиралов, 3 генерала и 12 капитанов первого ранга и полковников, что на время полностью обезглавило Тихоокеанский флот ВМФ СССР.

## Самолёт
Ту-104А (регистрационный номер СССР-42332, заводской 76600402, серийный 04-02) был выпущен в ноябре 1957 года и изначально носил бортовой номер СССР-Л5426. 27 ноября того же года был передан авиакомпании «Аэрофлот» (Восточно-Сибирское УГА, 1-й Иркутский ОАО; 21 января 1959 года перешёл в Дальневосточное УГА, 1-й Хабаровский ОАО (Новый)), 11 апреля 1961 года был перерегистрирован и его б/н сменился на СССР-42332.
28 ноября 1961 года, в соответствии с решением Совета Министров СССР № 2476РС, лайнер был передан в Морскую авиацию, в/ч 15585 (170-й гвардейский Смоленский минно-торпедный авиационный полк Балтийского флота, место дислокации — аэродром Быхов).
Затем (дата неизвестна) лайнер был передан на Тихоокеанский флот, где использовался в качестве штабного самолёта командующего КТОФ СССР, пассажирский салон был переделан на 50 мест. Последний эксплуатант лайнера — отряд управления 25-й авиационной дивизии Тихоокеанского флота, в/ч 34233, аэродром базирования — Кневичи (Владивосток).

## Экипаж и пассажиры
Состав экипажа борта СССР-42332 был таким:
- Командир экипажа — 50-летний подполковник Анатолий Иванович Инюшин. Командир отряда управления 25-й авиационной дивизии ВВС ТОФ. Налетал 8150 часов, 5730 из них на Ту-104.
- Помощник командира — 28-летний старший лейтенант Владимир Александрович Послыхалин. Правый лётчик ВВС ТОФ.
- Штурман — 33-летний майор Виталий Алексеевич Субботин. Штурман авиационного отряда 25-й авиационной дивизии ВВС ТОФ.
- Бортинженер — 32-летний капитан Михаил Николаевич Рупасов. Начальник технико-эксплуатационной части отряда авиационного полка ВВС ТОФ.
- Бортрадист — 28-летний старший лейтенант Анатолий Владимирович Барсов. Техник группы обслуживания РТО ВВС ТОФ.
- Борттехник — 31-летний прапорщик Анатолий Иванович Вахтеев. Командир огневых установок авиаполка ВВС ТОФ.

На борту самолёта находились 44 пассажира:
- Эмиль Николаевич Спиридонов, 55 лет. Командующий Тихоокеанским флотом, адмирал.
- Виктор Григорьевич Белашев, 53 года. Командующий 4-й флотилией подводных лодок ТОФ, вице-адмирал.
- Георгий Васильевич Павлов, 53 года. Командующий ВВС ТОФ, генерал-лейтенант авиации.
- Владимир Дмитриевич Сабанеев, 53 года. Член Военного совета — начальник политического управления ТОФ, вице-адмирал.
- Василий Фёдорович Тихонов, 52 года. Командующий Приморской флотилией разнородных сил ТОФ, вице-адмирал.
- Степан Георгиевич Данилко, 53—54 года. Начальник штаба — первый заместитель командующего ВВС ТОФ, генерал-майор авиации.
- Владимир Харитонович Коновалов, 49 лет. Начальник 3 управления ВМФ войск Дальнего Востока, контр-адмирал.
- Владимир Яковлевич Корбан, 55 лет. Помощник командующего ТОФ, контр-адмирал.
- Геннадий Фёдорович Леонов, 50 лет. Начальник разведки ТОФ, контр-адмирал.
- Виктор Петрович Махлай, 45 лет. Командир 6-й эскадры подводных лодок ТОФ, контр-адмирал.
- Феликс Александрович Митрофанов, 52 года. Начальник оперативного управления — заместитель начальника штаба ТОФ, контр-адмирал.
- Виктор Антонович Николаев, 47 лет. Член Военного совета — начальник политотдела Сахалинской флотилии ТОФ, контр-адмирал.
- Рэмир Иванович Пирожков, 45 лет. Начальник штаба — заместитель командующего 4-й флотилии подводных лодок ТОФ, контр-адмирал.
- Василий Сергеевич Постников, 51 год. Член Военного совета — начальник политотдела Приморской флотилии разнородных сил ТОФ, контр-адмирал.
- Владимир Васильевич Рыков, 43 года. Член Военного совета — начальник политотдела ВВС ТОФ, генерал-майор авиации.
- Джемс Константинович Чулков, 49 лет. Командир 10-й ОПЭСК ТОФ, контр-адмирал.
- Владислав Петрович Асеев, 51 год. Капитан 1 ранга.
- Виктор Карпович Бережной, 43 года. Начальник политотдела 10-й ОПЭСК ТОФ, капитан 1 ранга.
- Саул Григорьевич Волк, 52 года. Начальник отдела оперативного управления штаба ТОФ, капитан 1 ранга.
- Евгений Игоревич Граф, 40 лет. Заместитель начальника отдела оперативного управления штаба ТОФ, капитан 1 ранга.
- Юрий Григорьевич Лобачев, 45 лет. Заместитель начальника отдела штаба тыла ТОФ, капитан 1 ранга.
- Владислав Игнатьевич Морозов, 49 лет. Начальник отдела противолодочных сил штаба ТОФ, капитан 1 ранга.
- Владимир Ильич Пивоев, 44 года. Член Военного Совета — начальник политотдела 4-й флотилии подводных лодок ТОФ, капитан 1 ранга.
- Борис Погосович Погосов, 45 лет. Начальник информационного центра разведки ТОФ, капитан 1 ранга.
- Анатолий Васильевич Прокопчик, 46 лет. Начальник штаба — первый заместитель командующего Приморской флотилии разнородных сил ТОФ, капитан 1 ранга.
- Юрий Николаевич Туробов, 43 года. Начальник штаба — заместитель командира 8-й ОПЭСК ВМФ, капитан 1 ранга.
- Владимир Дмитриевич Цыганков, 49 лет. Старший офицер отдела оперативного управления штаба ТОФ, капитан 1 ранга.
- Казимир Владиславович Чеканский, 45 лет. Начальник стоматологического отделения Военно-морского госпиталя — главный стоматолог ТОФ, полковник медицинской службы.
- Артур Арович Делибатаньян, 41 год. Заместитель главного штурмана ВВС ТОФ, подполковник авиации.
- Георгий Васильевич Подгаецкий, 35 лет. Старший офицер отдела ПВО штаба ТОФ, капитан 2 ранга.
- Владимир Дмитриевич Сорокатюк, 43 года. Начальник оперативного отдела — заместитель начальника штаба ВВС ТОФ, подполковник.
- Анатолий Иванович Бабкин, 33 года. Старший офицер штаба тыла ТОФ, капитан 3 ранга.
- Сергей Иванович Науменко, 29—30 лет. Военный лётчик-истребитель из Новосибирска, капитан.
- Александр Николаевич Акентьев, 26 лет. Военный лётчик-истребитель из Новосибирска, старший лейтенант.
- Валентин Иосифович Зубарев, 43 года. Старший техник группы регламентных работ и ремонта радиотехнической аппаратуры 570 авиаполка 143 мрад ВВС ТОФ из Советской Гавани, старший лейтенант.
- Геннадий Геннадьевич Шевченко, 25 лет. Адъютант командующего ТОФ, старший лейтенант.
- Борис Иванович Амельченко, 32 года. Порученец члена Военного совета — начальника политуправления ТОФ, мичман.
- Виктор Степанович Дворский, 21 год. Чертёжник штаба ТОФ, старший матрос.
- Тамара Васильевна Ломакина. Супруга первого секретаря Приморского крайкома КПСС В. П. Ломакина.
- Валентина Павловна Спиридонова, 54—55 лет. Супруга командующего ТОФ адмирала Э. Н. Спиридонова.
- Анна Павловна Левкович, 43—44 года. Машинистка оперативного управления штаба ТОФ.
- Екатерина Александровна Морева, 18—19 лет. Дочь начальника связи ТОФ А. Морева.
- Б. Н. Макаренко. Сын начальника снабжения Приморского крайисполкома Н. Макаренко.
- Е. Н. Макаренко. Супруга Б. Н. Макаренко.

## Хронология событий

### Предшествующие обстоятельства
С 1 по 7 февраля 1981 года в Военно-морской академии в Ленинграде проводились сборы командного состава флотов под руководством Главнокомандующего ВМФ адмирала флота СССР Горшкова С. Г. В ходе сборов было проведено командно-штабное учение с разбором и доклады командующих по перспективам развития флотов в новой структуре.
В числе прилетевших в Пушкин 30 января 1981 года офицеров флота был и весь высший командный состав Тихоокеанского флота СССР, прилетевший из Владивостока на самолёте Ту-104А борт СССР-42332. Учения проходили в течение недели и 7 февраля были подведены итоги, по которым лучшим было признано руководство Тихоокеанского флота СССР. Руководство ТОФ начало собираться домой.
Утром 7 февраля 1981 года домой отправилось и руководство Северного флота СССР. В числе пассажиров этого самолёта были начальник штаба Тихоокеанского флота СССР вице-адмирал Рудольф Александрович Голосов (ему было разрешено навестить своих родственников, живших на Севере). Командующий Камчатской флотилией разнородных сил контр адмирал Хватов Г. А. с разрешения адмирала Спиридонова Э. Н. с 4 офицерами вылетел рейсом «Аэрофлота» в Петропавловск-Камчатский. Из числа прилетевших из Владивостока на этом самолёте обратно на нём не полетел капитан 2 ранга Власов Н. И. — оставался в военно-морской академии на сборы заочников, участвовал в проводах улетающих, помогал в погрузке личных вещей, а после катастрофы самолёта участвовал в спасении, сборе документов, тел погибших и их опознании на следующий день. Первый черновой вариант списка погибших был составлен капитанами 2 ранга Власовым Н. И. и Гамагой В. А. (офицерами Оперативного управления штаба ТОФ).

### Катастрофа
В 16:00, в условиях снегопада, борт СССР-42332 вышел на исполнительный старт и начал разбег по взлётной полосе. Через 8 секунд после отрыва от ВПП самолёт внезапно вышел на закритический угол атаки и попал в режим сваливания. С высоты 45—50 метров лайнер с интенсивно нарастающим креном вправо рухнул на землю в 20 метрах от ВПП, полностью разрушился и мгновенно загорелся.
Недалеко от места катастрофы в снегу был обнаружен выживший — старший лейтенант Валентин Зубарев (во время взлёта он находился в кабине экипажа, и от удара его выкинуло через носовой блистер), но он скончался по дороге в больницу. Остальные находившиеся на борту 49 человек погибли на месте происшествия.

## Расследование
Диверсия сразу же была отброшена: на хорошо охраняемый аэродром вражеской ДРГ проникнуть крайне сложно.
Расшифровка бортовых регистраторов привела к необычному результату: самолёт самопроизвольно (без воздействия со стороны опытнейшего пилота) взлетел на заниженной скорости, потерял подъёмную силу и ушёл в сваливание.

### Причины
По официальной версии, при загрузке самолёта были допущены перегруз и неправильное размещение пассажиров и груза. В то время в СССР усиливался дефицит, и полёт в Ленинград стал поводом для военных достать что-то дефицитное. Инюшин и раньше жаловался начальству на перегрузы самолёта, но реакции не было. По свидетельству очевидцев, в самолёт были загружены тяжёлые рулоны бумаги, а также много другого груза, в том числе мебель и телевизоры. Комиссия по расследованию предположила, что незакреплённый груз при разбеге самолёта сместился по проходу второго салона назад, что повлекло смещение продольной центровки за предельно-заднюю и самопроизвольный взлёт.

## Последствия
Авиакатастрофа под Ленинградом стала крупнейшей авиакатастрофой в истории СССР, в которой погибли высшие военные чины. Гибель военных моряков вызвала практически полное «обезглавливание» Тихоокеанского флота СССР. Поскольку вначале одной из ведущих версий произошедшего был умышленный террористический акт, флот был приведён в состояние полной боевой готовности.
Командир в/ч 34233 (управление 25-й МРАД) полковник А. И. Яковлев был снят с должности.
После этой катастрофы все авиалайнеры Ту-104 были выведены из эксплуатации в ВВС, в гражданской авиации самолёты данного типа не использовались с 1979 года (после катастрофы во Внукове).

## Память
Информация об авиакатастрофе была практически полностью засекречена. Единственной газетой, написавшей о катастрофе, стала газета «Красная звезда», разместившая некролог на третьей полосе:
7 февраля 1981 года при исполнении служебных обязанностей в авиационной катастрофе погибла группа адмиралов, генералов, офицеров, мичманов, прапорщиков, матросов и служащих Тихоокеанского флота. Министерство обороны СССР и Главное политическое управление Советской Армии и Военно-Морского Флота выражают глубокое соболезнование родным и близким погибших товарищей.
Официальное извещение о гибели своих мужей жёны получили утром 8 февраля. Во Владивостоке в 05:00 офицеры штаба флота были вызваны на службу по экстренному сбору. Сформированы группы оповещения родственников по месту проживания и с 07:00 группы направились по адресам родственников погибших. Такое же оповещение было проведено в других гарнизонах флота.
Большинство погибших было похоронено в Ленинграде на Серафимовском кладбище. Во время прохождения траурной процессии её сопровождали адмиралы, офицеры и моряки Ленинградской ВМБ и обычные жители города. В 1983 году по личному распоряжению Сергея Горшкова на могиле был воздвигнут мемориал. Вдовы погибших моряков лично участвовали в благоустройстве мемориала. В 2000 году на памятнике была сделана надпись:
...Погибшим при исполнении служебных обязанностей 7.02.1981 года...
Начиная с 1991 года, ежегодно 7 февраля в Николо-Богоявленском кафедральном морском соборе Санкт-Петербурга служится панихида по погибшим морякам. 15 июня 2000 года в нём была открыта мемориальная доска с их именами.
7 февраля 2017 года во Владивостоке открыт памятник погибшему в авиакатастрофе командованию ТОФ.

### Комментарии
1. ↑  В нарушение действующих правил, на борту находились не только военные, но и множество гражданских

### Сноски
1. ↑  20 лет назад в авиакатастрофе погиб весь командующий состав Тихоокеанского флота. Newsru.com (7 февраля 2001). Дата обращения: 20 октября 2010. Архивировано 3 октября 2011 года.
2. ↑  СССР-42332 — russianplanes.net — Карточка борта. Дата обращения: 18 декабря 2012. Архивировано 27 ноября 2012 года.
3. ↑  Герои ВМФ. Прерванный полёт — Список погибших Архивная копия от 7 августа 2017 на Wayback Machine.
4. ↑  Самолёт Ту‑104 потерпел катастрофу при взлете. // 100 самых ужасных авиакатастроф (2010). Дата обращения: 20 октября 2010. Архивировано из оригинала 17 мая 2008 года.
5. 1 2  Виктор Николаевич Сокерин. Даже адмирал не отменит законы аэродинамики. Независимое военное обозрение (11 апреля 2008). Дата обращения: 20 октября 2010. Архивировано 6 октября 2011 года.
6. ↑  30 лет со дня трагедии, произошедшей 7 февраля 1981 года. Централизованная библиотечная система ЗАТО г. Фокино. Дата обращения: 18 декабря 2012. Архивировано из оригинала 14 августа 2012 года.
7. ↑  Памятник погибшему в авиакатастрофе командованию ТОФ открыли во Владивостоке (ФОТО). Архивировано 7 февраля 2017. Дата обращения: 7 февраля 2017.